# Leptotarsus dispar
Leptotarsus dispar är en tvåvingeart som först beskrevs av Walker 1835.  Leptotarsus dispar ingår i släktet Leptotarsus och familjen storharkrankar. Inga underarter finns listade i Catalogue of Life.